# 社內
社內，是臺灣臺南市新市區的一個傳統地域名稱，位於該區南部略偏西。相較於今日行政區，其範圍大致包括社內里南大半部不含其東部邊界地帶中間一小段、大洲里東部邊界地帶南半段。
本地區境內主要聚落為社內、大宅、下橋頭、新港、社內角、馬鞍橋。

## 歷史
台灣日治初期，社內地區為一街庄，稱為「社內庄」（舊制街庄），隸屬於新化西里。該庄昔日西北及北與橋頭庄為鄰，東與新店庄為鄰，東南邊為番仔藔庄，西南邊為車行庄、三崁店庄，西邊為大洲庄。
1901年（日治明治三十四年）11月11日，全台廢縣廳改設二十廳，該庄隸屬於臺南廳。1904年（明治三十七年）3月31日，該庄編入「新市區」，隸屬於臺南廳。1909年（明治四十二年）10月25日，全台合併二十廳為十二廳，新市區仍隸屬於臺南廳。1920年（大正九年）10月1日，全台地方制度大改正，廢十二廳改設五州二廳，該庄改制為「社內」大字，隸屬於臺南州新化郡新市庄（新制街庄）。
戰後新市庄改制為新市鄉，隸屬於臺南縣，大字亦改制為村。1950年（民國39年）10月25日，雲、嘉、南分治，新市鄉仍隸屬於臺南縣。2010年（民國99年）12月25日，臺南縣、市合併為直轄臺南市，新市鄉改制為新市區，村亦改制為里。

## 聚落
本地區發展較早的聚落為社內、大宅、下橋頭、新港、社內角、馬鞍橋，在日治初期的官方地圖上已有記載。

## 交通
台鐵縱貫線是台灣西部南北向鐵路幹線，經過本地區東南部邊界地帶，並在北側不遠處設有新市車站。該站屬三等站，停靠部分區間快車及全部區間車；由此可前往台鐵沿線各站。
國道8號又稱「台南支線」，是台南至新化的東西向快速/高速公路，經過本地區中南部，並在省道台1線交會處旁設有新市交流道。由此可快速前往國道8號沿線各地，或銜接國道1號、國道3號。
省道台1線又稱「縱貫公路」，是臺北至楓港的傳統平面幹道，經過本地區東南部邊界地帶。由該道路北行可前往新市區新市市區東郊、善化區、官田區、六甲區等地，南行可前往永康區、東區/南區、仁德區、高雄市湖內區等地。
區道南135線是看西至新市的道路，經過本地區北部的大宅、社內、新港、馬鞍厝等聚落。